# Arachniodes tsiangiana
Arachniodes tsiangiana är en träjonväxtart som först beskrevs av Ren-Chang Ching, och fick sitt nu gällande namn av Nakaike. Arachniodes tsiangiana ingår i släktet Arachniodes och familjen Dryopteridaceae. Inga underarter finns listade.